# 장태석
장태석(張泰錫, 1968년 9월 22일~)은 대한민국의 펜싱 선수, 지도자로 주 종목은 에페이다. 1992년과 1996년 하계 올림픽에 대한민국 국가대표로 참가했다.
은퇴 후 현역 시절 소속팀인 울산광역시청 펜싱단 감독을 맡았으며 2020년 하계 올림픽 당시 대한민국 여자 에페 국가대표 코치를 맡았다.